# اسپاد گشنسپ
اَسپاد گُشنَسپ (پارسی میانه: Aspād-gušnasp) از اشراف ایرانی و فرمانده گارد سلطنتی ساسانی اهل گور بود که نقش مهمی در سرنگونی خسرو پرویز داست.در منابع متعدد از نام و عنوان وی به اشکال مختلفی یاد شده است.طبری نام او را اَسفدجوشناس آورده است و گفته که او فرمانده یک لشکر سپاه بوده است، نام او توسط عزالدین بن اثیر به عنوان استادکُشنش ذکر شده است، ابوحنیفه دینوری او را یزدان‌جوشناس و «رئیس دبیران» می‌گوید، ابوعلی بلعمی او را اسفدجوشناس و از مهتران دبیران می‌نامد، ثعالبی وی را اسفد گوشنسب نام برده و در منابع بیزانسی نام او به صورت گوسدان‌اسپا آمده که اغلب به عنوان سردار یا هزاربد سپاه ساسانی توصیف شده است.
شیرویه با کمک اسپادگشنسپ تیسفون را تصرف کرد و نام سلطنتی قباد دوم را به خود داد، سپس به اسپاد گشنسپ دستور داد تا اتهامات علیه شاه برکنار شده را هدایت کند.خسرو دستگیر و در خانه مهر-سپند زندانی گشت، مهرسپند دیگر ایرانی بود که از شیرویه در برابر پدرش پشتیبانی می‌کرد. با این حال خسرو تمامی اتهامات‌ را یکی پس از دیگری رد کرد. اسپاد احتمالاً همان اسپادی است که Theophanes از او به عنوان برادرخوانده شیرویه یاد کرده و گفته که او هدایت مذاکرات صلح با امپراتور هراکلیوس را بر عهده داشته است .چند ماه بعد، طاعون ویرانگری استان های غربی ایران را درنوردید و نیمی از جمعیت آن از جمله شیرویه را کشت. پسر هشت ساله‌ شیرویه اردشیر سوم جانشین او شد ، در حالی که پیروز خسرو به عنوان هزاربد جایگزین اسپادگشنسپ شد. سرنوشت اسپادگشناسپ زان‌ پس نادانسته است.